# Савельев, Виталий Антонович
Вита́лий Анто́нович Саве́льев (19 июля 1937, Сталино, Донецкая область, СССР — 6 декабря 2015) — советский футболист, нападающий. Мастер спорта СССР.

## Карьера
Родился и вырос в посёлке рудника «Проведанц». Играл за разные команды посёлка. В 1954 году была организована команда «Шахтёр» (Будённовка), за которую начал выступать Виталий. В 1956 году попал в сталинский «Шахтёр», но за команду мастеров так и не сыграл и ушёл обратно в Будённовку. Позже молодого нападающего пригласили в сталинский «Локомотив». Из «Локомотива» перешёл в сталинский «Шахтёр», за который провёл свои лучшие годы карьеры. В 1961 и 1962 годах помог команде завоевать Кубок СССР, а в 1963 году дойти до финала. В том же 1963 году получил травму мениска, но операция прошла неудачно и Виталий не смог быстро восстановиться. Позже выступал за днепропетровский «Днепр» и волгоградский «Трактор». После вернулся на родину, где работал на заводе «Автостекло» в Константиновке. Играл за ветеранов, откуда был приглашён в горловский «Шахтёр».

## Достижения
- Обладатель Кубка СССР (2): 1961, 1962
- Финалист Кубка СССР: 1963